# Marstallstraße (Weimar)

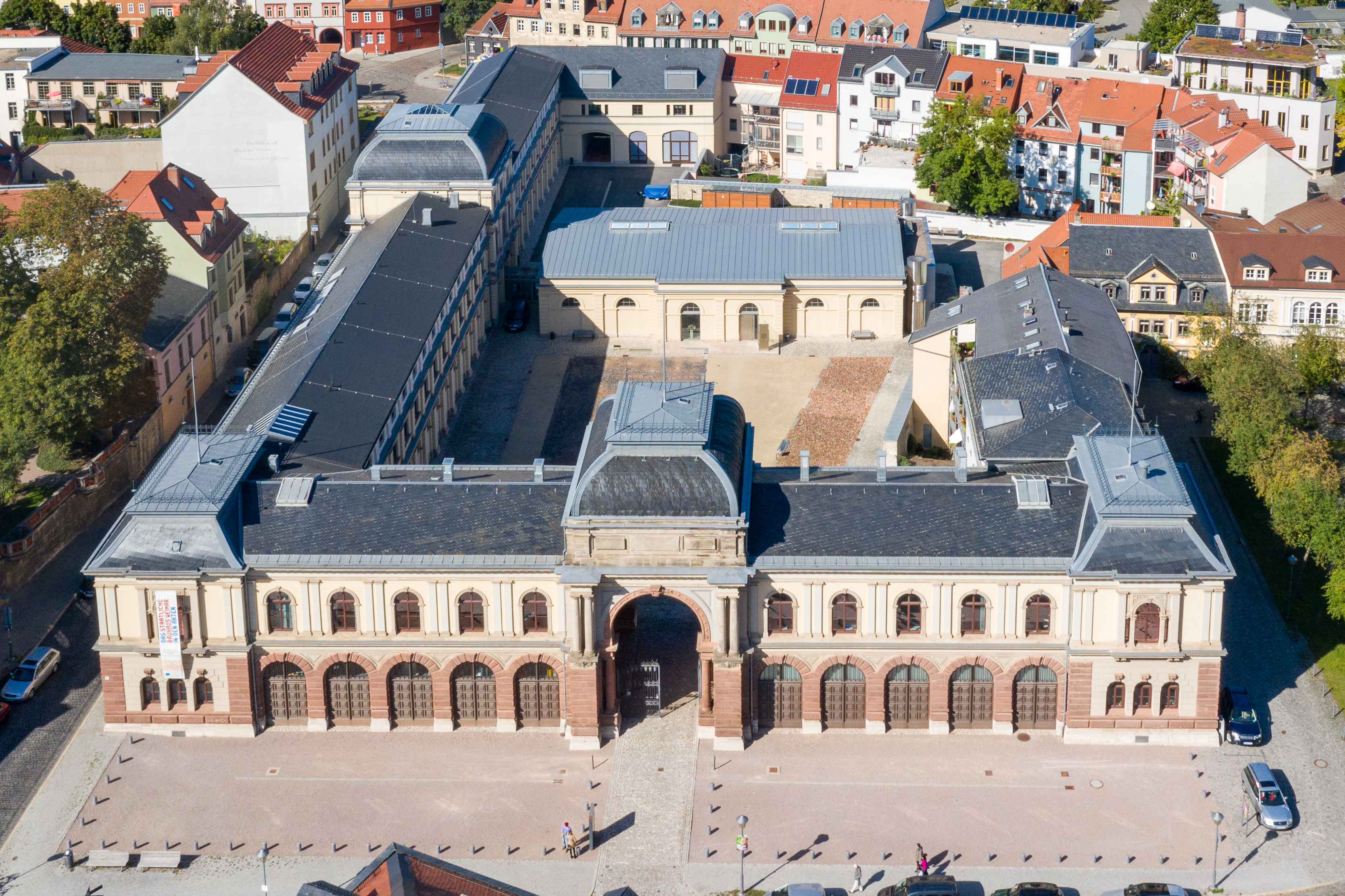
Thüringisches Hauptstaatsarchiv Weimar

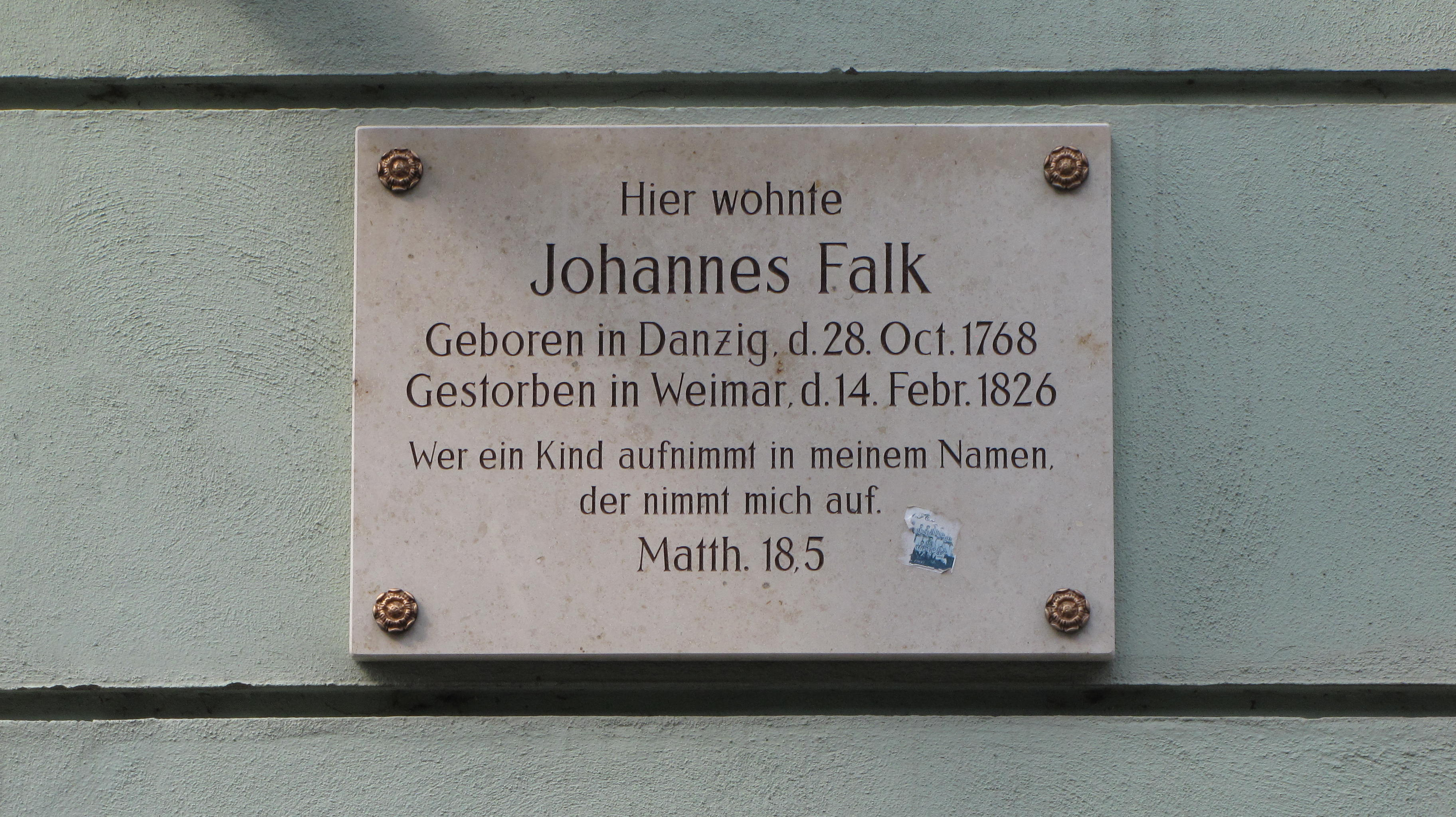
Gedenktafel für Johann Daniel Falk

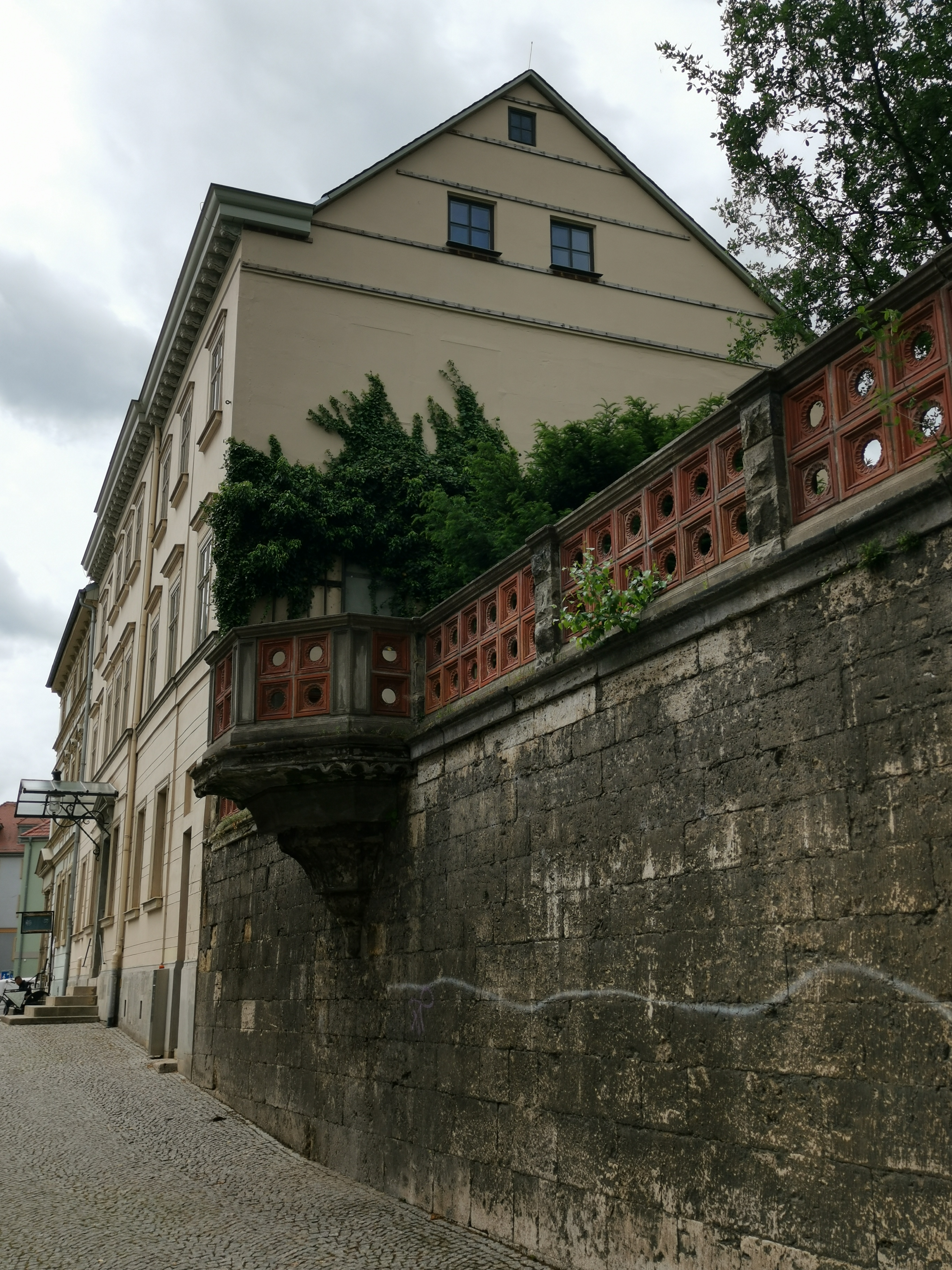
Marstallstraße 3

Zwischen Kegelplatz und der Ecke Untergraben/Gerberstraße in der Weimarer Altstadt befindet sich die Marstallstraße. Diese ist eine Anliegerstraße.
Benannt wurde sie nach dem alten Marstall, der von Carl Heinrich Ferdinand Streichhan umgebaut wurde und in dem sich unter Marstallstraße 2 das Thüringische Hauptstaatsarchiv Weimar (Neue Archivbestände ab 1920) befindet. Dort befand sich die Weimarer Gestapo-Leitstelle. Ein Mauerabschnitt mit einer Brüstung und Geländer aus gebrannten Tonfliesen sticht hervor. Dahinter befindet sich der Blumengarten des Kirms-Krackow-Hauses mit Pavillon. In der Marstallstraße wohnte Johann Daniel Falk, wie eine Gedenktafel am Lutherhof Eingang Marstallstraße 1 ausweist. An der Ecke zur Vorwerksgasse hat sich ein Kannrückchen erhalten.
Filmgeschichtlich ist die Marstallstraße auch nicht uninteressant, weil 1959 eine Szene von Friedrich Schillers Kabale und Liebe unter der Regie von Martin Hellberg dort gedreht wurde, in der die Mauer mit der Brüstung und den gebrannten Tonfliesen deutlich zu erkennen sind.
Die gesamte Marstallstraße steht auf der Liste der Kulturdenkmale in Weimar (Sachgesamtheiten und Ensembles). Die einzelnen Gebäude stehen zudem auf der Liste der Kulturdenkmale in Weimar (Einzeldenkmale).